# Naqoyqatsi
Naqoyqatsi, também conhecido como Naqoyqatsi: Life as War é um documentário americano lançado em 2002, dirigido por Godfrey Reggio, com trilha sonora do compositor Philip Glass, e com trechos executados pelo violoncelista Yo-Yo Ma.
É o último filme da trilogia Qatsi, que é composta juntamente com os documentários Koyaanisqatsi (1983) e Powaqqatsi (1988). O primeiro aborda principalmente o hemisfério norte, o segundo o sul e países asiáticos, ficando com este terceiro a grandiosidade de abordar o planeta como um todo, conectado, globalizado, mergulhado na tecnologia que encurta distâncias e acelera processos de destruição devido ao seu mau uso.
Naqoyqatsi é uma expressão da língua Hopi que significa "a vida como uma guerra" ou "a guerra como um meio de vida". Também há uma sugestão de interpretação como "violência civilizada".
Como os demais filmes da trilogia, não são apresentadas narrativas ou diálogos durante todo documentário.
Ao contrário dos demais documentários da trilogia, Naqoyqatsi não foi produzido através de filmagens. Foram utilizados filmes e imagens de arquivo manipulados digitalmente e intercalados com cenas produzidas por computação gráfica, com efeitos de pós-produção como fotografia térmica. Esta maneira de produzir o filme não foi à toa; o diretor escolheu produzir o filme a partir de imagens e vídeos extraídos de banco de imagens para desta forma justificar a constante apropriação que o atual mundo tecnológico nos permite e nos impulsiona a fazer (samplers, remixagens, copy paste...). Além do mais, desta forma, o diretor acaba demonstrando também que a presença da tecnologia se faz essencial e predominante na produção do filme, ou seja, sem a tecnologia, nem o filme e nem nosso atual quadro de vida existiriam.
Este documentário leva a audiência a refletir sobre a nossa relação com a natureza, a influência da tecnologia em nossas vidas e as novas maneiras de se relacionar dentro de um atual quadro frenético mergulhado na conectividade tecnológica. Há uma ênfase especial sobre a competitividade, os conflitos do mundo e a violência.